# Dennis Duinslaeger
Dennis Duinslaeger (Oostende, 16 juni 1982) is een Belgisch voormalig voetballer die als doelman voor onder andere Excelsior Moeskroen, Royal Antwerp FC en FC Eindhoven speelde.

## Carrière
Dennis Duinslaeger speelde in de jeugd van KWS Oudenburg en Club Brugge. Tijdens zijn periode bij Club Brugge werd hij geselecteerd voor het Belgisch voetbalelftal onder 16 en 17. Na een seizoen in de Tweede klasse bij KSV Roeselare vertrok hij in 2000 naar Excelsior Moeskroen. Hier was hij derde doelman achter Kurt Vandoorne en Francky Vandendriessche. Hij debuteerde voor Moeskroen op 4 november 2000, in de met 2-1 verloren bekerwedstrijd tegen KRC Genk. Hij kwam in de 57e minuut in het veld voor Marcin Żewłakow, nadat doelman Vandoorne een rode kaart had gekregen. Hierna speelde hij nog drie wedstrijden in de Eerste klasse voor Moeskroen, maar later kwam hij niet meer in actie en werd hij teruggezet naar de B-kern. Zodoende vertrok hij in de winterstop van het seizoen 2003/04 naar KAA Gent, waar hij een contract voor een half jaar kreeg maar niet in actie kwam. Hierna maakte hij, na een proefperiode bij FC Dordrecht, de overstap naar Royal Antwerp FC, waar hij in anderhalf seizoen drie wedstrijden speelde als reservekeeper. In 2006 sloot hij aan bij FC Eindhoven, nadat hij eerder op proef was bij Berchem Sport. Hij speelde twaalf wedstrijden voor FC Eindhoven, waar hij de concurrentiestrijd verloor van tweede doelman Jurgen Hendriks. Na een kruisbandblessure stopte hij met voetbal, en werd hij jeugdtrainer bij KAA Gent. Later werd hij masseur.

### Statistieken
| Seizoen                         | Club                | Land           | Competitie     | Competitie | Competitie | Beker | Beker | Totaal | Totaal |
| Seizoen                         | Club                | Land           | Competitie     | Wed.       | Dlp.       | Wed.  | Dlp.  | Wed.   | Dlp.   |
| ------------------------------- | ------------------- | -------------- | -------------- | ---------- | ---------- | ----- | ----- | ------ | ------ |
| 2000/01                         | Excelsior Moeskroen | België         | Eerste klasse  | 3          | 0          | 1     | 0     | 4      | 0      |
| 2001/02                         | Excelsior Moeskroen | België         | Eerste klasse  | 0          | 0          | 0     | 0     | 0      | 0      |
| 2002/03                         | Excelsior Moeskroen | België         | Eerste klasse  | 0          | 0          | 0     | 0     | 0      | 0      |
| 2003/04                         | Excelsior Moeskroen | België         | Eerste klasse  | 0          | 0          | 0     | 0     | 0      | 0      |
| 2003/04                         | KAA Gent            | België         | Eerste klasse  | 0          | 0          | 0     | 0     | 0      | 0      |
| 2004/05                         | Royal Antwerp FC    | België         | Tweede klasse  | 3          | 0          | 0     | 0     | 3      | 0      |
| 2005/06                         | Royal Antwerp FC    | België         | Tweede klasse  | 0          | 0          | 0     | 0     | 0      | 0      |
| 2006/07                         | FC Eindhoven        | Nederland      | Eerste divisie | 12         | 0          | 0     | 0     | 12     | 0      |
| Carrièretotaal                  | Carrièretotaal      | Carrièretotaal | Carrièretotaal | 18         | 8          | 1     | 0     | 19     | 0      |
| Bijgewerkt op 13 september 2021 |                     |                |                |            |            |       |       |        |        |